# Barbara Rymsza
Barbara Rymsza (ur. 8 listopada 1954 w Poznaniu) – polska inżynier, dr hab. inż., specjalistka w zakresie budownictwa związana z Instytutem Badawczym Dróg i Mostów w Warszawie (IBDiM) i Uniwersytetem Warmińsko-Mazurskim w Olsztynie. 
Zajmuje się kwestiami wytrzymałości obiektów budowlanych, nośnością konstrukcji mostowych, ekologią i mykologią budynków. Jej zainteresowania naukowe obejmują także renowację zabytków i historię budownictwa w Polsce. 
Wystąpiła z inicjatywą stworzenia w IBDiM pontiseum, czyli muzeum konstrukcji mostowych. Jako kierownik prac brała udział w wydobyciu fragmentów mostu Kierbedzia, wysadzonego przez Wehrmacht w 1944 roku. Była też pomysłodawczynią budowy repliki mostu łyżwowego pod Czerwińskiem, który w 1410 roku umożliwił szybką przeprawę wojsk polskich przed bitwą pod Grunwaldem.